# Замок Мохер-тауер

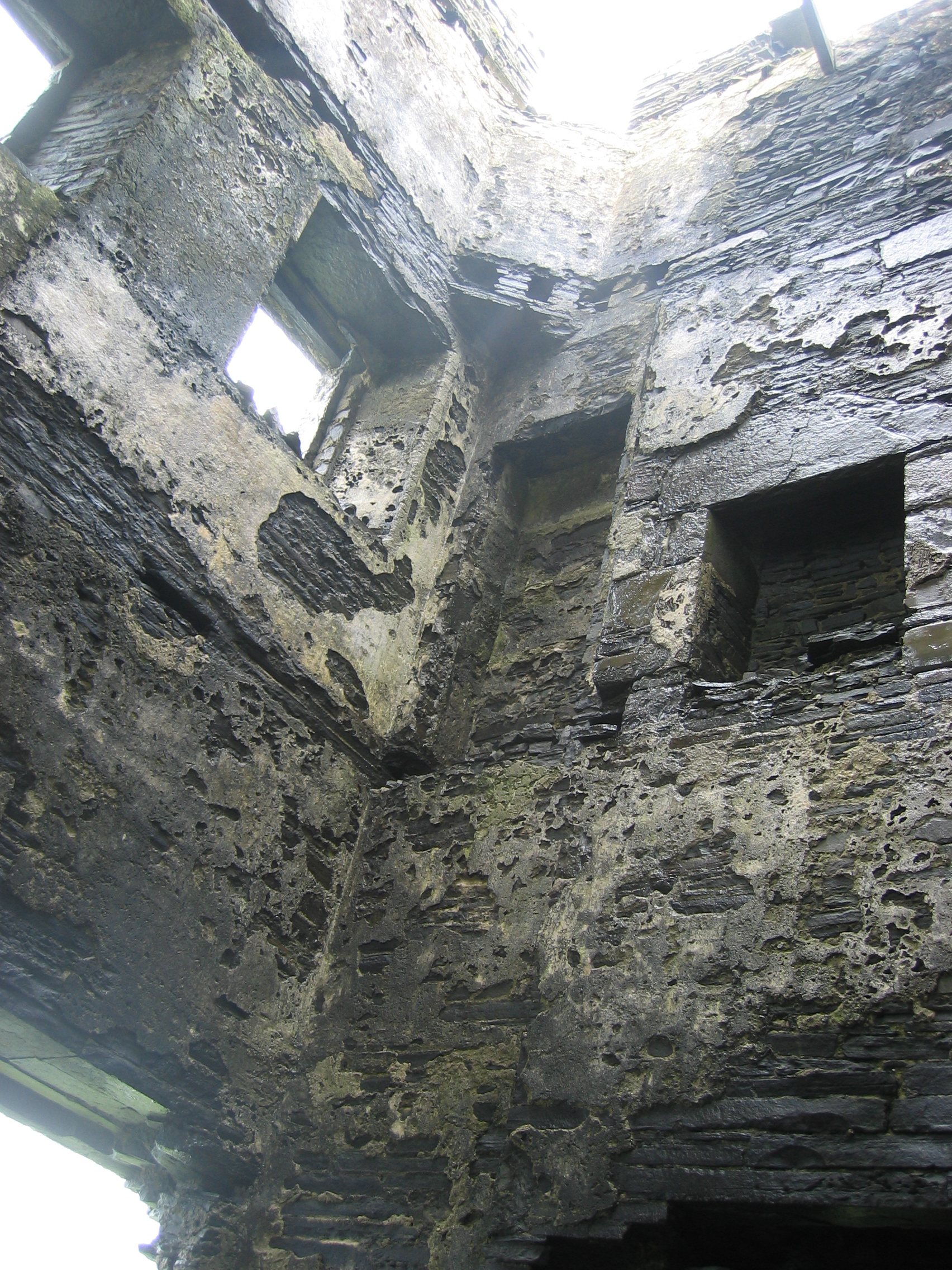
Інтер'єр замку Мохер-тауер.

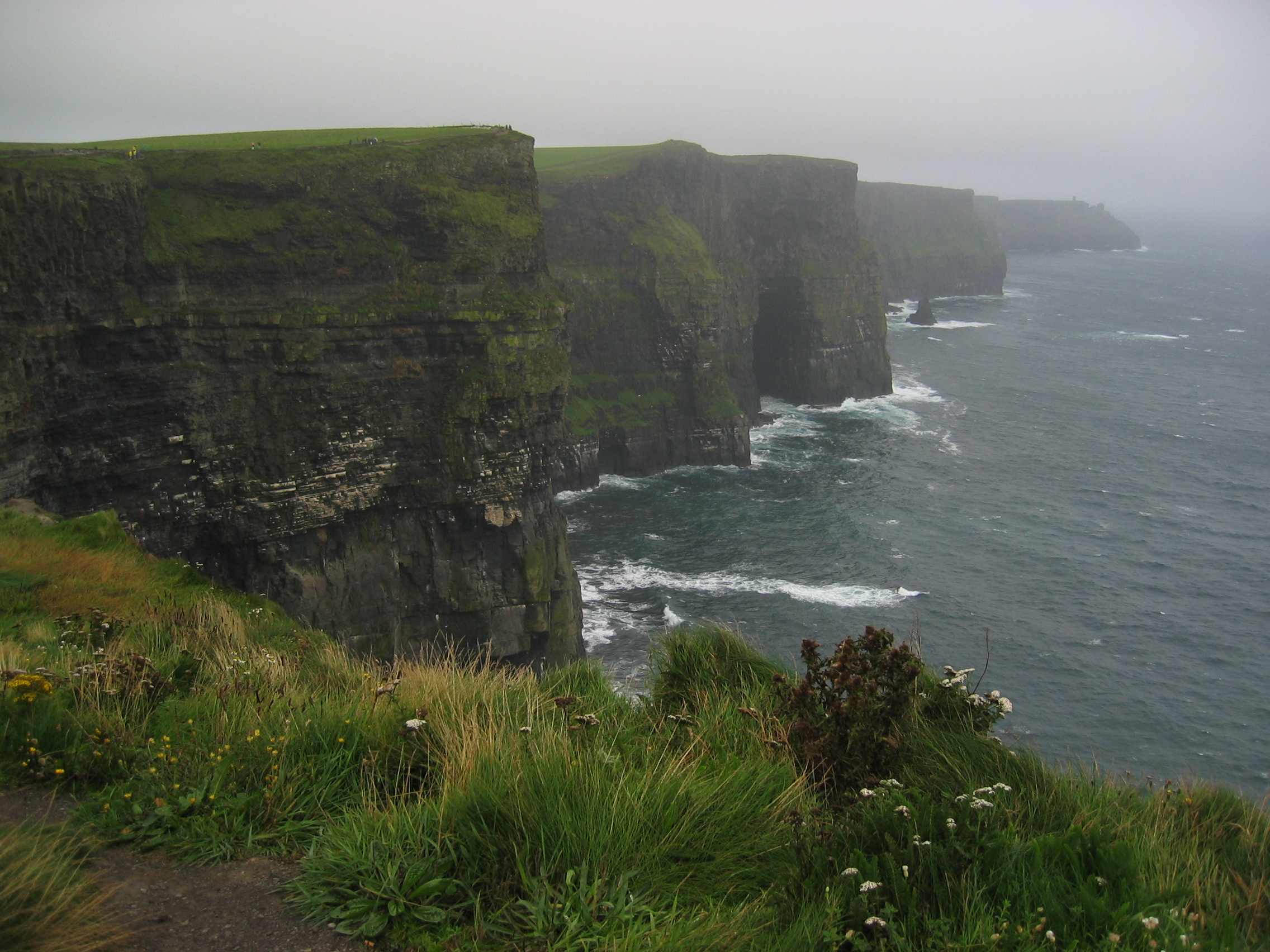
Скелі Мохер.

Замок Мохер-тауер (англ. Moher Tower, ірл. Túr an Mhothair, Moher Uí Ruis, Moher Uí Ruidhin) — замок Тур ан Мохайр, замок Мохер Ві Руш, замок Мохер Ві Рудін — один із замків Ірландії, розташований в графстві Клер на скелях Мохер. Замок являє собою сторожову вежу, що стоїть на вершині гори Хегс-Хед — Голова Відьми — на одній з гір скель Мохер. Нині замок в руїнах. Географічні координати замку: 52,948212°N 9,467861°W.

## Історія замку Мохер-тауер
Нинішній замок Мохер-тауер побудований на місці або поруч більш давнього замку, що був відомий як замок Мохер. Про цей замок згадує Джон Ллойд під час своєї подорожі в графство Клер в 1780 році. Але потім цей замок був знесений і розібраний на будівельні матеріали. Будівельні матеріали були використані для будівництва телеграфних веж (тоді був візуальний вежовий телеграф). Нинішній замок Мохер-тауер був побудований під час наполеонівських війн 1803—1815 років для захисту узбережжя Ірландії від очікуваної висадки наполеонівських військ, яке так і не відбулося. Подібні вежі будувалися по всьому узбережжі Ірландії та Великої Британії.

## Особливості архітектури
Замок являє собою вежу з майже квадратною основою з двома прямолінійними башточками у верхній частині східної стіни та одній на західній стіні, що звернена до Атлантичного океану. Був побудований камін на двох поверхах, був дах з черепиці, який нині в основному зруйнований. Дах має невеликий парапет, що служив для захисту від падінь, а не для оборони.
Руїни замку приваблюють багатьох птахів, що населяють це узбережжя. Вежа використовувалась як притулок для людей, яких негода застала на цьому негостинному узбережжі чи шторм не дозволяв продовжувати морську подорож.